# Nikodem (Kowalow)
Nikodem, imię świeckie Nikołaj Agafonowicz Kowalow (ur. 1968 w Winnicy) – duchowny Rosyjskiej Prawosławnej Cerkwi Staroobrzędowej, od 2016 biskup kijowski i całej Ukrainy. Chirotonię biskupią otrzymał 11 grudnia 2016.